# Свято-Троицкий храм Свято-Ильинского прихода (Волгодонск)
Свято-Троицкий храм Свято-Ильинского прихода ― православный храм в городе Волгодонск, Ростовская область, Россия. Относится к Волгодонской и Сальской епархии.

## История и описание
Свято-Троицкий храм представляет собой архитектурный ансамбль, который расположен на территории Свято-Ильинского прихода, на берегу залива в Волгодонске. Строительство храма было начато в 2008 году.
7 августа 2009 года в основание храма была заложена капсула, в которой содержится послание к потомкам и списками всех благотворителей.
В 2010 году наружную стену центрального алтаря украсила первая святыня ― мозаичная икона Пресвятой Троицы, которая была выполнена волгодонскими мастерами на средства благотворителей.
В день празднования Казанской иконы Божией Матери 4 ноября 2011 года были освящены и водружены на тридцатиметровую высоту центральный крест и купола строящегося Свято-Троицкого храма.
На сегодняшний день храм представляет собой величественную белоснежную церковь. Храмовое сооружение с уникальной и богатой архитектурой создано в нововизантийском стиле с элементами древнерусского храмового зодчества. Свято-Троицкий храм увенчан девятью куполами в форме свечи с резными крестами. Самую высокую точку храма, купол на колокольне, украшает крест, который покрыт сусальным золотом.

## Реликвии
- Список с почитаемой иконы Божией Матери «Всецарица». Чудотворный образ Пресвятой Богородицы «Всецарица» сейчас хранится в Греции на Святой Горе Афон. Список с древней иконы был написан для строящегося Свято-Троицкого храма афонскими монахами в 2012 году. В мае 2012 года список прибыл в Волгодонск.
- Икона с частицей мощей Преподобного Сергия Радонежского Чудотворца. Список с древней иконы был написан для строящегося Свято-Троицкого храма в 2014 году монахами Свято-Троицкой Сергиевой Лавры, где хранятся мощи Преподобного Сергия Радонежского — небесного покровителя всех учащих и учащихся.
- Икона с частицей мощей блаженной старицы Матроны Московской.
- Икона великого чудотворца Святителя Спиридона Тримифунтского с мощевиком, в котором находится частица от тапочки Святого.
- Икона с частицей мощей Святителя Луки (Войно-Ясенецкого), Архиепископа Крымского
- Икона с частицей мощей святым благоверным князю Петру и княгине Февронии Муромским, которые являются образцом христианского супружества. Считаются покровителями вступающих в брак[2].